# Oculus fidei
L’Oculus fidei è un’incompiuta opera letteraria in lingua latina composta nel 1475 da Enrico di Dissen presso la Certosa di Santa Barbara in Colonia.
Dell’opera completa, giunta a noi in un solo manoscritto, abbiamo solamente il prologo e il primo dei tre capitoli.

## Il contesto di scrittura
L’Oculus fidei è stato datato con molta facilità grazie a diverse notazioni all’interno del testo stesso: alcune di queste note fanno infatti riferimento a santi canonizzati durante la stesura dell’opera (in particolare Santa Brigida di Svezia, Santa Caterina da Siena e San Vincenzo Ferreri) mentre altre arrivano addirittura a vere e proprie dichiarazioni temporali, indicando il 1474 come data d’inizio di stesura dell’opera.
L’Oculus Fidei è stato per secoli erroneamente attribuito ad Enrico di Piro a causa di un’annotazione seicentesca presente all’inizio del prologo dell’opera, solamente nel XXI secolo è stata però confutata questa ipotesi a causa dell’incongruenza cronologica tra questo personaggio e le datazioni interne all’opera.
Enrico di Dissen, il vero autore dell’Oculus Fidei, fu un membro della Certosa di Santa Barbara in Colonia, tuttavia la sua attività per questa istituzione religiosa risale a prima dell’inizio della sua carriera ecclesiastica; il giovane Enrico, infatti, per potersi finanziare gli studi universitari, lavorò come copista della Certosa e seguitò a svolgere questa attività anche dopo il 1451, anno in cui la biblioteca dell’abbazia venne colpita da un rovinoso incendio che ne distrusse la maggior parte dei volumi contenuti.
Probabilmente anche a causa di questo evento disastroso, Enrico di Dissen continuò la sua opera di trascrittore presso Santa Barbara motivo per cui, se tutti i codici da lui compilati in età giovanile sono andati perduti tra le fiamme, abbiamo un grande numero di testi di suo pugno (originali e non) conservati sino a noi. Enrico di Piro, oltre ad essere omonimo del reale autore, esercitava anch’egli il suo sacerdozio presso la Certosa di Santa Barbara, tuttavia apparteneva alla generazione precedente a quella di Enrico di Dissen, e, infatti, non avrebbe mai potuto fare riferimento alle canonizzazioni dei santi citati nel prologo.
L’Oculus Fidei avrebbe dovuto essere, nelle intenzioni dell’autore, un’opera di carattere moralistico-enciclopedico contenente riflessioni sulle tre grandi popolazioni non cristiane dell’epoca: quella mongola, quella ebraica e quella araba; l’opera tuttavia è rimasta incompiuta a causa della morte del suo autore avvenuta alla conclusione del primo capitolo.

## I contenuti dell'opera
(Enrico di Dissen, Oculus fidei (incipit).)

Pseudoritratto di Gengis Khān, primo imperatore mongolo.

L’Oculus Fidei, nella sua incompiutezza, si divide in due parti ben distinte: un prologo, molto ampio, in cui vengono trattati argomenti prettamente religiosi e il primo capitolo (detto prologus dall'autore stesso), di natura maggiormente narrativa ma che, ad una lettura più approfondita, manifesta anch’esso intenzioni di natura catechetica.
Il prologo è suddiviso in ben 21 capitoli nei quali vengono esposte diverse argomentazioni volte a screditare le credenze dei tre popoli definiti “infedeli” dall’autore; il popolo mongolo (“tartaro”, nel testo) risulta essere quello trattato meno approfonditamente all’interno del prologo mentre gran parte del testo si concentra in un attacco molto serrato alla dottrina ebraica. L’autore dimostra al contrario un’insolita tolleranza nei confronti della religione musulmana, alla quale dedica persino un intero capitolo (il ventunesimo) in cui elenca tutti i passi di vicinanza tra la Bibbia e il Corano.
L’unico capitolo giunto sino a noi dell’Oculus fidei tratta proprio dei popoli mongoli, attraverso però la citazione sistematica di altre fonti che si presentano nell’ordine: il Flor des Estoires d'Orient di Hayton, il Milione di Marco Polo, la Relatio de mirabilibus orientalium Tatarorum di Oderico da Pordenone e l'Historia Mongalorum di Giovanni di Pian del Carpine (e lo Speculum Historiale di Vincenzo di Beauvais).
La struttura dell’opera si presenta quindi in questo modo:
- Prologo in 21 capitoli.
- Inizio del primo capitolo dell’Oculus fidei.
- Breve introduzione geografica sull’ecumene e l’Estremo Oriente.[8]
- Inserto tratto dal Flor des Estoires d'Orient.
- Inserto dal Milione.
- Inserto dalla Relatio de mirabilibus orientalium Tatarorum.
- Inserto dall’Historia Mongalorum.
- Conclusioni di tipo morale e religioso sulla religione dei Mongoli

Oltre alle fonti apertamente dichiarate, è stato dimostrato attraverso comparazioni testuali che Enrico di Dissen abbia utilizzato anche gli scritti di altri autori, in particolare John Mandeville e Niccolò de’ Conti.

## L'intentio operis

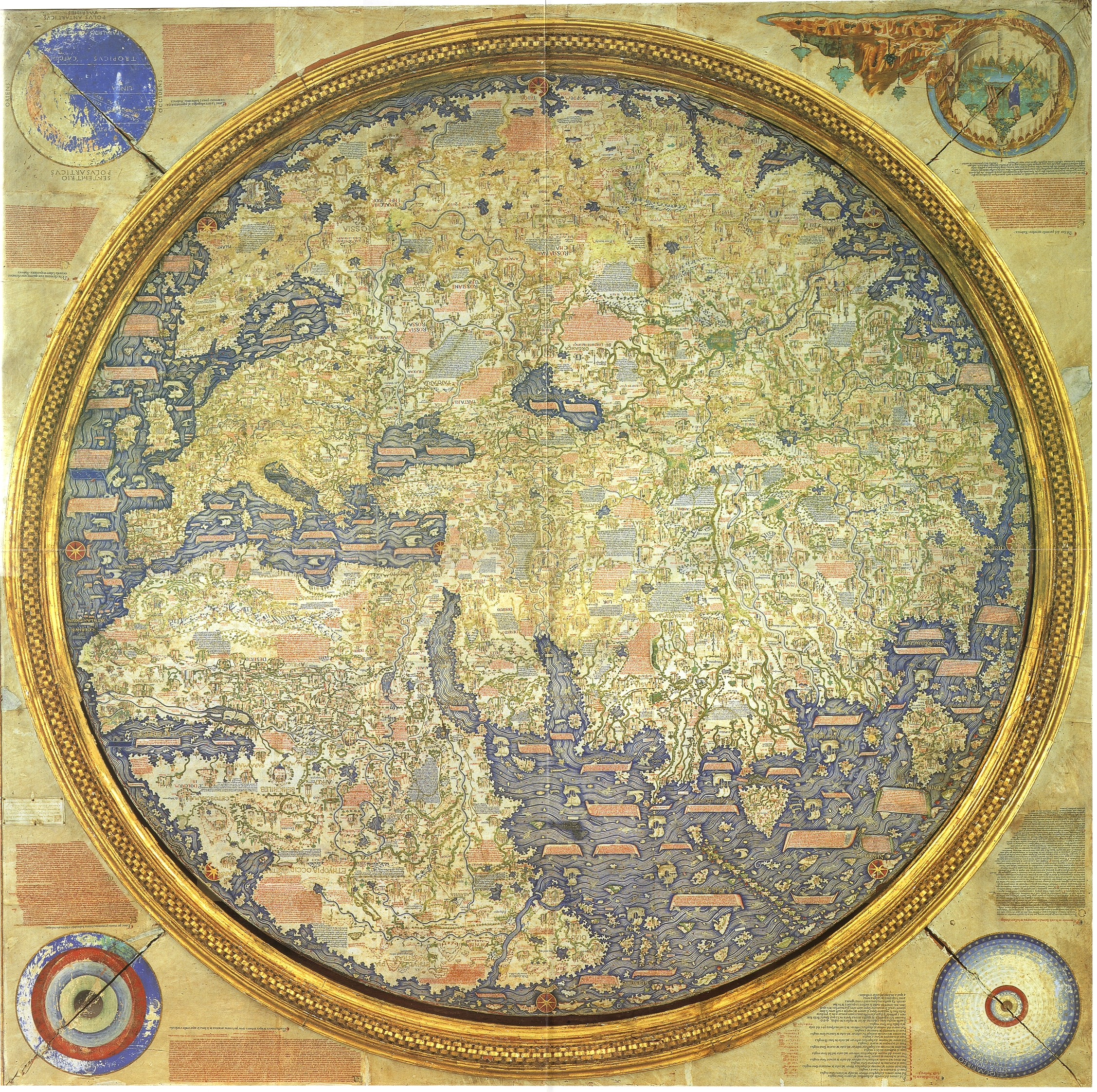
La Mappa di Fra Mauro è una carta geografica del 1450 che rappresenta con grande precisione il mondo fino ad allora conosciuto.

Il nome dell’opera viene implicitamente spiegato nel prologo stesso, dove si fa riferimento ad un concetto molto fortunato nel Medioevo secondo cui anche i grandi filosofi e scrittori nati prima dell’avvento di Cristo potessero essere portatori di verità divine, qualora debitamente interpretati; l’autore amplia questa teoria anche agli autori suoi contemporanei ma non cristiani, asserendo metaforicamente ad un “occhio interno della fede” che li guiderebbe inconsapevolmente verso Dio.
L’obiettivo dell’opera è anch’esso dichiarato, questa volta non nel prologo ma all’interno dell’Oculus Fidei: viene infatti detto come, se l’evangelizzazione dei territori vicini all’Europa è stata ampiamente descritta in passato, la stessa cosa non vale per i confini orientali del mondo abitato e, per questo motivo, Enrico di Dissen vuole scrivere per “coloro che ridono quando sentono dire che anche ai confini orientali esistono dei cristiani”.
(Enrico di Dissen, Oculus fidei)
I passi estrapolati dalle opere del passato non sembrano essere stati scelti casualmente, trattano tutti infatti, in maniera più o meno esplicita, di vicende riguardanti contatti tra la cultura europea e mongola, in particolare in riferimento alle missioni di conversione da parte di alcune delegazioni verso la corte dell’Impero mongolo. Solo l’ultima delle opere citate sembra discostarsi (in verità, solo parzialmente) da questa strategia ma, al contempo, inserisce numerosi dettagli riguardo abitudini e riti del popolo mongolo ritenuti incivili agli occhi di un europeo, in modo tale da, verosimilmente, suscitare nel lettore una risposta emotiva che approvi l’opera di evangelizzazione di un popolo così barbaro e, al contempo, meravigliarlo per il successo delle opere di conversione persino presso popolazioni così “selvagge”.
L’opera tuttavia è incompiuta e, per questo motivo, non possiamo conoscere come si sarebbe evoluta nei capitoli successivi, nonché quali sarebbero stati i propositi dell’autore nei confronti di ciò che avrebbe scritto.

## Il manoscritto
L’unico manoscritto che testimonia l’Oculus fidei, il Colonia, Stadtarchiv, Bestand 7002 (GB fol.) 132, è risultato essere parzialmente autografo, al suo interno sono conservate tre opere:
1. ff. 2r-52v: De gestis concilii Basilensis di papa Pio II.
2. ff 55r-84v: Oculus Fidei di Enrico di Dissen (prima parte del prologo autografa, seconda parte del prologo e intero Oculus fidei idiografo).
3. ff. 85r-106v: Expositio in epistolas beati Pauli ex operibus sancti Augustini collecta di Floro di Lione.

L'intero De gestis concilii Basilensis e poco meno della metà del prologo all’Oculus Fidei sono stati redatti da Enrico di Dissen in persona mentre l’altra parte del prologo, l’Oculus fidei e l’Expositio in epistolas beati Pauli ex operibus sancti Augustini collecta di Floro di Lione, da parte di un suo confratello più giovane, verosimilmente a causa della malattia invalidante e della successiva morte di Enrico.
La scansione del manoscritto è disponibile gratuitamente.